# Popeștii de Sus, Alba
Popeștii de Sus este un sat în comuna Vadu Moților din județul Alba, Transilvania, România. La recensământul din 2002 avea o populație de 144 locuitori.